# Blur (album)
Pour les articles homonymes, voir Blur (homonymie).
Albums de Blur
The Great Escape
(1995) 13
(1999)
Blur est le cinquième album du groupe rock britannique Blur, édité le 10 février 1997.
Après trois albums de Britpop (Modern Life Is Rubbish en 1993, Parklife en 1994 et The Great Escape en 1995), Blur opère un changement stylistique sous l'impulsion de Graham Coxon influencé par des groupes américains comme Pavement.
Les singles Beetlebum, Song 2 ainsi que On Your Own leur ont permis de conserver une popularité intacte.
Le tournant artistique se confirmera avec l'album suivant (13 en 1999).

## Liste des titres
| No  | Titre                           | Durée |
| --- | ------------------------------- | ----- |
| 1.  | Beetlebum                       |       |
| 2.  | Song 2                          |       |
| 3.  | Country Sad Ballad Man          |       |
| 4.  | M.O.R.                          |       |
| 5.  | On Your Own                     |       |
| 6.  | Theme from Retro                |       |
| 7.  | You're So Great                 |       |
| 8.  | Death of a Party                |       |
| 9.  | Chinese Bombs                   |       |
| 10. | I'm Just a Killer For Your Love |       |
| 11. | Look Inside America             |       |
| 12. | Strange News From Another Star  |       |
| 13. | Movin' On                       |       |
| 14. | Essex Dogs                      |       |
| 15. | Interlude (instrumental caché)  |       |